# Episodi di Poldark (serie televisiva 2015) (quinta stagione)
La quinta e ultima stagione della serie televisiva Poldark, composta da otto episodi, è stata trasmessa nel Regno Unito per la prima volta dall'emittente BBC One dal 14 luglio al 26 agosto 2019.
In Italia, l'intera stagione è stata resa disponibile il 3 gennaio 2020 su Sky Box Sets ed è andata in onda in prima visione sul canale satellitare La EFFE dal 3 al 24 gennaio 2020.
| nº | Titolo originale | Titolo italiano | Prima TV UK    | Pubblicazione Italia |
| -- | ---------------- | --------------- | -------------- | -------------------- |
| 1  | Episode 1        | Episodio 1      | 14 luglio 2019 | 3 gennaio 2020       |
| 2  | Episode 2        | Episodio 2      | 21 luglio 2019 | 3 gennaio 2020       |
| 3  | Episode 3        | Episodio 3      | 28 luglio 2019 | 3 gennaio 2020       |
| 4  | Episode 4        | Episodio 4      | 4 agosto 2019  | 3 gennaio 2020       |
| 5  | Episode 5        | Episodio 5      | 11 agosto 2019 | 3 gennaio 2020       |
| 6  | Episode 6        | Episodio 6      | 18 agosto 2019 | 3 gennaio 2020       |
| 7  | Episode 7        | Episodio 7      | 25 agosto 2019 | 3 gennaio 2020       |
| 8  | Episode 8        | Episodio 8      | 26 agosto 2019 | 3 gennaio 2020       |